# 宇都宮市立陽南小学校
 宇都宮市立陽南小学校（うつのみやしりつ ようなんしょうがっこう）は、栃木県宇都宮市大和一丁目にある公立小学校。

## 沿革
- 1946年（昭和21年）
  - 1月24日 - 宇都宮市立西原国民学校越冬分教場として横川村大字江曽島（現・陽南第二公園）に冬期限定で開設（児童数76、学級数23、教職員数27）
  - 2月12日 - 越冬が外され宇都宮市立西原国民学校分教場となる。
  - 5月 - 周辺地区ごとに教育後援会が誕生し、1戸当たり5円を拠出した。
- 1947年（昭和22年）
  - 4月10日 - 宇都宮市立西原小学校陽南分校と改称（児童数1085、学級数23、教職員数27）
  - 5月10日 - 県下に先がけPTAが結成された
- 1949年（昭和24年）
  - 3月10日 - 旧中島飛行機青年学舎校舎（現在地）へ移転
  - 4月1日 - 宇都宮市立陽南小学校として独立開校（児童数1410、学級数26、教職員数31）
- 1959年（昭和34年）12月19日 - 校歌制定
- 1967年（昭和42年）2月26日 - 体育館竣工落成記念式典挙行
- 1969年（昭和44年）12月11日 - 火災により第4校舎10教室焼失
- 1970年（昭和45年）4月1日 - 宇都宮市立緑が丘小学校の分離開校（児童402名移籍、9学級減）
- 1973年（昭和48年）4月9日 - 特殊学級開設
- 1975年（昭和50年）
  - 4月2日 - 新校舎竣工（普通教室数31、特別教室8）
  - 12月1日 - 校旗寄贈
- 1979年（昭和54年）1月1日 - 体育館移築工事完了（現在地）
- 1981年（昭和56年）7月9日 - 西グランド（現・陽南第一公園）を宇都宮市へ移管
- 1982年（昭和57年）7月10日 - プール竣工
- 1990年（平成2年）
  - 9月21日 - 校庭整地工事完了
  - 12月15日 - 校庭遊具（登り棒、滑り台）敷設替え
- 1992年（平成4年） 8月26日 - 中庭花壇4面完成
- 1993年（平成5年） 1月17日 - 吹奏楽部全国マーチングバンド･バトントワリング大会で優秀賞を受賞
- 1995年（平成7年）4月1日 - 言語通級教室開設
- 1996年（平成8年） 8月31日 - 校舎大規模改修工事完了
- 1998年（平成10年）11月21日 - 創立50周年記念式実施

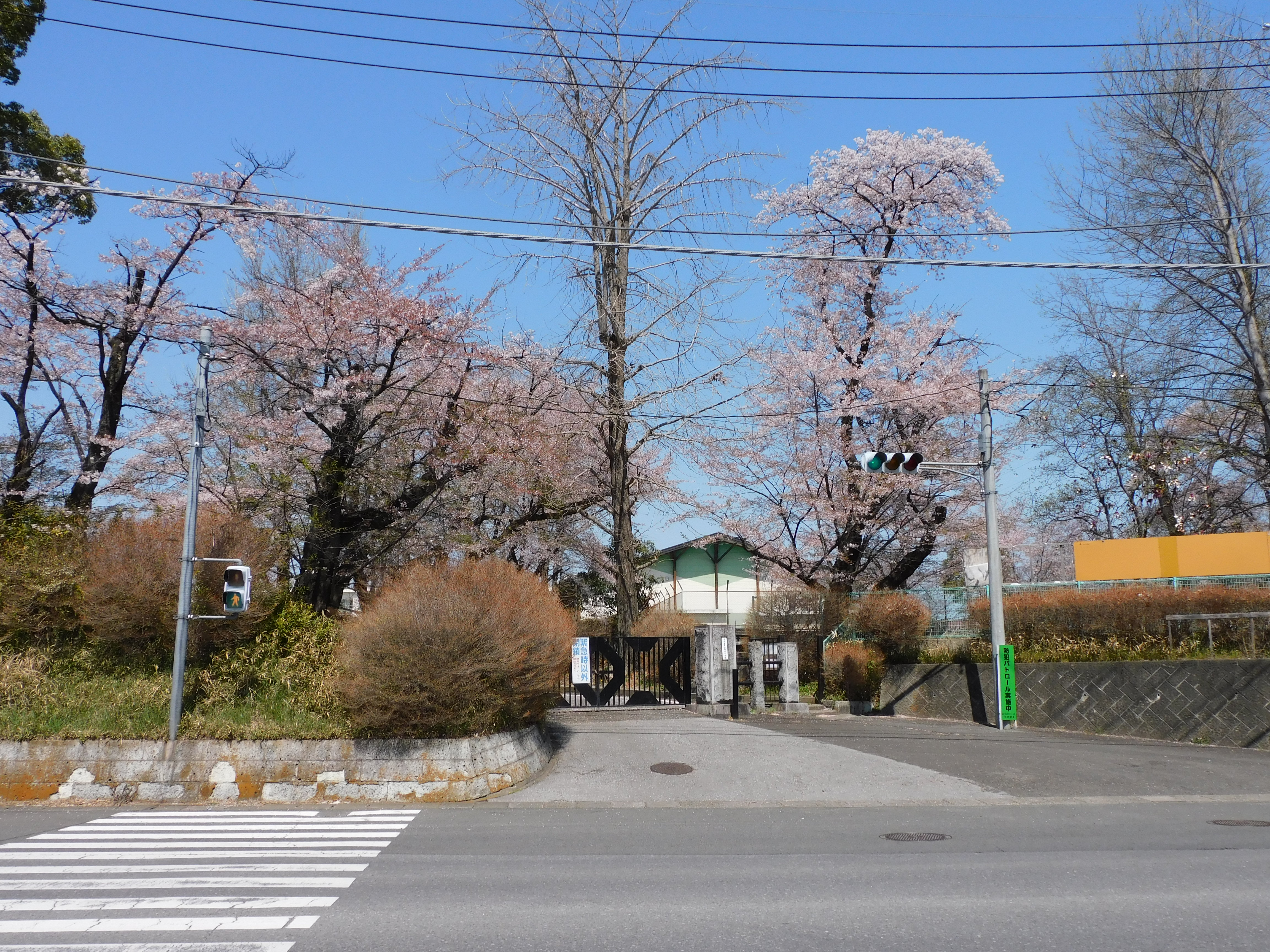
南門

- 2002年（平成14年）3月21日 - 門扉（南門・西門・北西門）南側フェンス設置
- 2004年（平成16年）
  - 2月15日 - 新体育館建設工事完了
  - 3月10日 - 旧体育館解体
  - 5月28日 - 新体育館落成記念式典挙行
- 2009年（平成21年）1月30日 - 60周年記念誌発刊

## 陽南分校存廃問題
1948年（昭和23年）宇都宮市の設置した学校に市税を納めない姿川村・横川村の子弟が通う現状を憂い、横川村内にある本校へ市費を投じることに懸念が生じ、分校閉鎖の機運が高まる。姿川村・横川村としても「宇都宮市の学校」として存続は冷ややかであり、村の財政状況から学校を引き継ぐことは不可能であった。1947年には8名の分校卒業生が宇都宮市立一条中学校に入学を許可されたが、1948年度は130余名と激増したため受け入れを拒否され、小学校問題は中学校問題とも連動していった。
2月17日には、分校閉鎖を反対する父兄や地域住民など1,500名が分校から栃木街道・材木町通り・大通りを経由して栃木県庁・宇都宮市役所までデモ行進が行われた。
4月10日は宇都宮市内の小学校の入学式であったが、3月に入っても陽南分校の児童には就学通知は未到達であった。入学式当日も市側は「問題解決が間近であるから児童を受け入れを拒否するように」と釘を刺されたが、「教育的良心」から分校側は新入生265人を受け入れた。（児童数1,180名、学級数25、教職員28）
合併問題を優先させてきた宇都宮市と両村は「学校教育の解決こそ先決」と態度を転換した。4月16日、県・市幹部、両村長の4者協議により旧中島飛行機の青年学校舎（現在地）の校舎と敷地の買収が先決であると意見を一致させた。4月27日、陽南分校と中学校は、1市2村の組合立として開校することとなった。5月17日、県知事と富士産業社長との協議で買収費用が400万円に決まり、県が130万円、三者がそれぞれ100万円で旧青年学校舎・敷地を買収し、残額30万円で施設修理費すると決着した。

## 通学区域
通学区域は以下の通りである。
- 宇都宮市
  - 江曽島3丁目
  - 江曽島本町
  - 大塚町
  - 春日町
  - 宮本町
  - 八千代1丁目 - 2丁目
  - 大和1丁目 - 3丁目
  - 陽南1丁目の一部、2丁目の一部、3丁目・4丁目

## 陽南第一公園

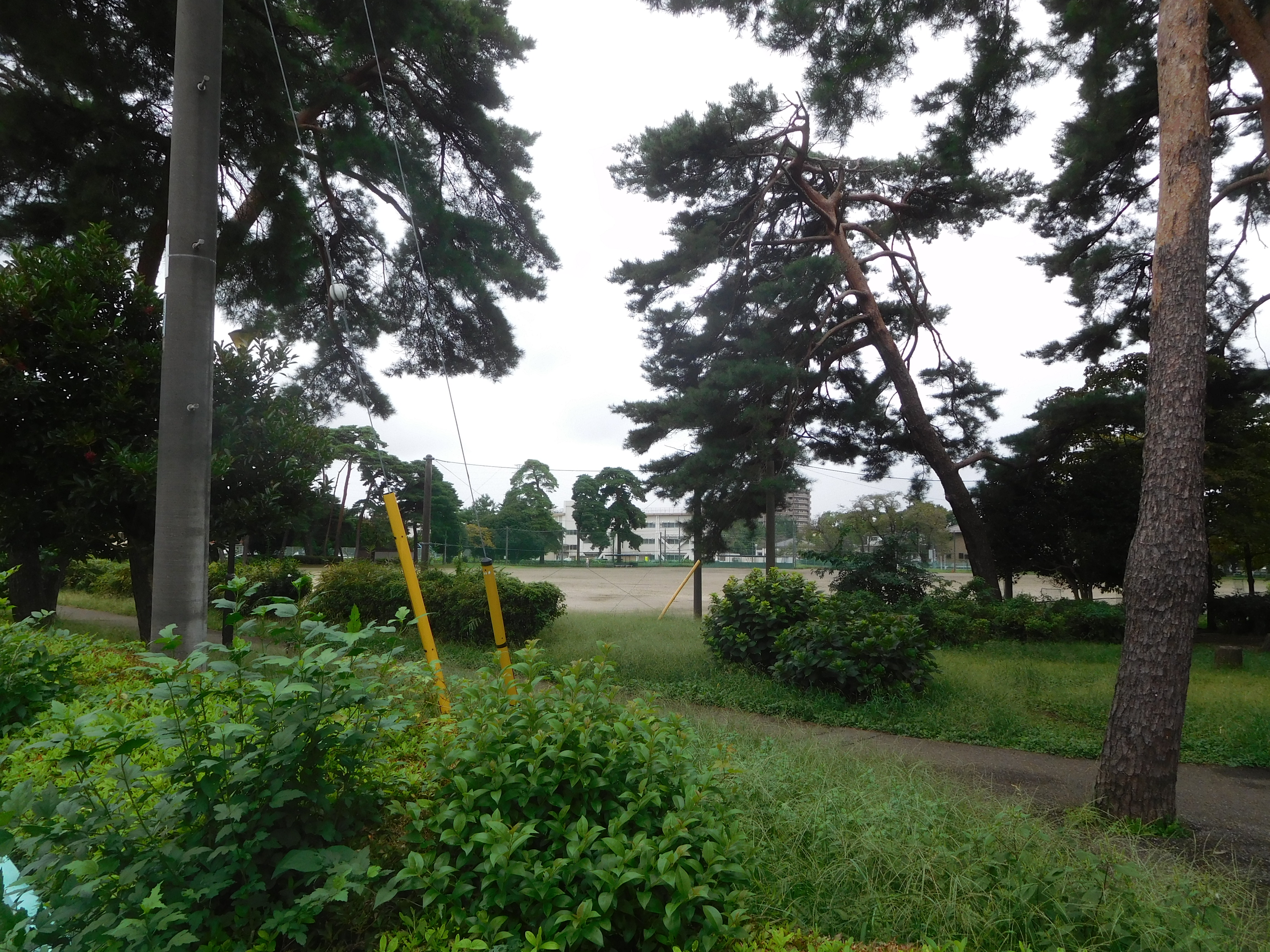
陽南第一公園

- 旧中島飛行機の社地であったが、戦後は雑草地になっていて、PTAや地元有志が草刈を行なっていた。
- 富士産業から県・市・地元が購入し、陽南小・中学校や地区の運動会に利用され、常盤の松を残す憩いの場である。
- ただし、順調に継続したわけではなく、1969年に陽南小学校の校舎が火災で焼失した際には、第一公園を市に移管すれば鉄筋校舎を作るなどの誘いがあったが、地区全体の考えとして広場として残しておくと話をした。

## 陽南第二公園
- 陽南小学校発祥の地である。

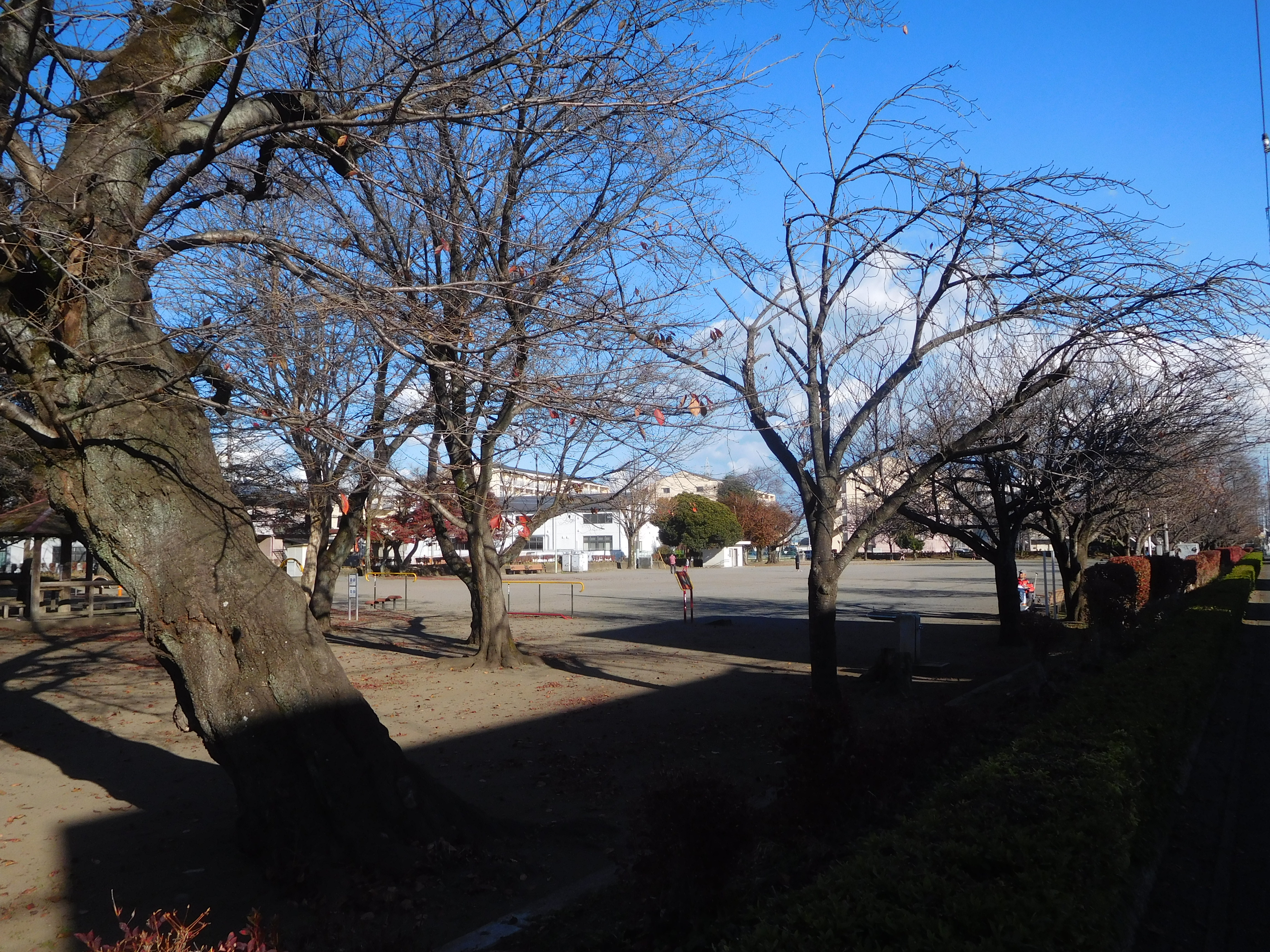
陽南第二公園

- 陽南小学校移転後の1949年8月に県立盲学校が移転してきた。
- 盲学校が1957年9月に聾唖学校跡地に移転し、跡地は通学生の寄宿舎である「江曽島学園」が作られた。
- 江曽島学園が1973年に福岡町に移転してからは空き地となっていた。この空き地に県職員住宅建設の計画が出たが地元自治会は「地区内には児童たちの遊び場がない。とくに災害の際にはこの空き地を利用したい」と反対し、陳情を続けた結果、陽南第二公園となり、盆踊りやゲートボール会場として住民に親しまれている。

## 交通
- 東武鉄道宇都宮線 江曽島駅より約850m
- 関東バス江曽島線 陽南小学校前バス停すぐ